# Papiamenta savonet
Papiamenta savonet is een spinnensoort uit de familie trilspinnen (Pholcidae). De soort komt voor op Curaçao. 